# Ronnie Edwards
Ronnie Lee Edwards (Harlow, 28 marzo 2003) è un calciatore inglese, difensore del QPR in prestito dal Southampton.

## Carriera

### Club
Cresciuto nel settore giovanile del Barnet, ha debuttato in prima squadra il 21 dicembre 2019 nell'incontro di National League vinto 4-1 contro il Maidenhead Utd. Il 10 agosto 2020 è stato acquistato dal Peterborough Utd, dove, dopo una prima stagione di adattamento, è diventato un punto fermo al centro della difesa fino alla stagione 2023-2024 conquistando anche l'Football League Trophy 2023-2024.
Il 3 luglio 2024 è stato acquistato a titolo definitivo dal Southampton ed il 4 dicembre ha debuttato in Premier League nell'incontro perso 5-1 contro il Chelsea. Il 1º gennaio 2025 è stato ceduto in prestito al QPR fino al termine della stagione.

### Nazionale
Il 17 giugno 2022 è stato incluso dalla nazionale inglese Under-19 fra i convocati per il Campionato europeo di calcio Under-19, vinto in finale contro Israele.
Il 10 maggio 2023 è stato convocato dalla nazionale Under-20 per partecipare al Campionato mondiale di calcio Under-20 2023; successivamente ha giocato anche con la nazionale inglese Under-21.
Nel 2025 partecipa agli Europei Under-21.

## Statistiche

### Presenze e reti nei club
Statistiche aggiornate al 10 dicembre 2024.
| Stagione                | Squadra                 | Campionato              | Campionato | Campionato | Coppe nazionali | Coppe nazionali | Coppe nazionali | Coppe continentali | Coppe continentali | Coppe continentali | Altre coppe | Altre coppe | Altre coppe | Totale | Totale |
| Stagione                | Squadra                 | Comp                    | Pres       | Reti       | Comp            | Pres            | Reti            | Comp               | Pres               | Reti               | Comp        | Pres        | Reti        | Pres   | Reti   |
| ----------------------- | ----------------------- | ----------------------- | ---------- | ---------- | --------------- | --------------- | --------------- | ------------------ | ------------------ | ------------------ | ----------- | ----------- | ----------- | ------ | ------ |
| 2019-2020               | Barnet                  | NAT                     | 2          | 0          | FACup           | 0               | 0               | -                  | -                  | -                  | FAT         | 2           | 0           | 4      | 0      |
| 2020-2021               | Peterborough Utd        | FL1                     | 2          | 0          | FACup+CdL       | 1+0             | 0               | -                  | -                  | -                  | FLT         | 3           | 0           | 6      | 0      |
| 2021-2022               | Peterborough Utd        | FLC                     | 34         | 0          | FACup+CdL       | 3+1             | 0               | -                  | -                  | -                  | -           | -           | -           | 38     | 0      |
| 2022-2023               | Peterborough Utd        | FL1                     | 42         | 0          | FACup+CdL       | 1+0             | 0               | -                  | -                  | -                  | FLT         | 1           | 0           | 44     | 0      |
| 2023-2024               | Peterborough Utd        | FL1                     | 47         | 1          | FACup+CdL       | 3+2             | 0               | -                  | -                  | -                  | FLT         | 3           | 0           | 55     | 1      |
| Totale Peterborough Utd | Totale Peterborough Utd | Totale Peterborough Utd | 125        | 1          |                 | 11              | 0               |                    | -                  | -                  |             | 7           | 0           | 143    | 1      |
| 2024-gen. 2025          | Southampton             | PL                      | 1          | 0          | FACup+CdL       | 0+1             | 0               | -                  | -                  | -                  | -           | -           | -           | 2      | 0      |
| gen.-giu. 2025          | QPR                     | FLC                     | 15         | 1          | FACup+CdL       | 1+0             | 0               | -                  | -                  | -                  | -           | -           | -           | 16     | 1      |
| Totale carriera         | Totale carriera         | Totale carriera         | 143        | 1          |                 | 13              | 0               |                    | -                  | -                  |             | 9           | 0           | 165    | 1      |

## Palmarès

### Club

#### Competizioni nazionali
- Football League Trophy: 1

Peterborough Utd: 2023-2024

### Nazionale
- Campionato d'Europa Under-19: 1

2022
- Campionato d'Europa Under-21: 1

Slovacchia 2025